# فریده مومند
فریده مومند (زاده ۱۹۶۵، ولسوالی مهمنددره، ولایت ننگرهار) سیاستمدار، پزشک و وزیر اسبق تحصیلات عالی افغانستان است.

## زندگی
فریده مومند در سال ۱۹۶۵ در ولسوالی مهمنددره ولایت ننگرهار زاده شد. او از پشتون‌های افغانستان است. او در دبیرستان رابعه بلخی تحصیل کرده و از دانشگاه کابل مدرک بی‌ای پزشکی دریافت کرد. او با حبیب راید ازدواج کرده و آنها پنج فرزند دارند.

## پیشه
مومند پزشک است و در چند بیمارستان دولتی کار کرده است. او استاد دانشکده پزشکی کابل بود. شوهرش سخنگوی ائتلاف شمال بود. این ائتلاف سعی می‌کرد طالبان را از قدرت برکنار کند. زمانی که در سال ۱۹۹۶ طالبان قدرت را در دست گرفت، خانواده آنها تهدید به مرگ شدند و به ناچار به پاکستان فرار کردند. آنها در نوامبر ۲۰۰۱ پس از به آنجا بازگشتند. مومند به مدرسه پزشکی برگشته و به ریاست آنجا منصوب شد. او همچنین به عنوان نماینده دانشجویان دختر دانشگاه و کارکنان انتخاب شد.
مومند یکی از ۴۰۰ کاندید ولایت کابل در انتخابات مجلس سال ۲۰۰۵ بود. او همچنین کاندید انتخابات سال ۱۳۸۹ مجلس افغانستان بود.
مومند در آوریل ۲۰۱۵ به عنوان وزیر تحصیلات کابینه رئیس‌جمهور محمد اشرف غنی انتخاب شد. به عنوان وزیر وی خواستار شفافیت در امتحانات دانشگاه‌ها شد، از دادن بورس تحصیلی به زنان حمایت کرد، و از شروع اولین برنامه مطالعات جنسیت و مطالعات زنان در دانشگاه کابل حمایت کرد.
در سال ۲۰۱۶، ولسی جرگه شروع به استیضاح وزرایی کرد که در آن سال بیش از ۷۰٪ از بودجه توسعه وزارتخانه‌هایشان را مصرف نکرده بودند. مومند یکی از هفت وزیری بود که در بیش از چهار روز برکنار شد. او برای توضیح در مورد مصرف بودجه توسعه وزارتخانه احضار شد، ولی آنروز به مجلس نرفت و به همین دلیل از وزارت برکنار شد. رئیس‌جمهور اشرف غنی این برکناری را «غیرقابل توجیه» خوانده و با اصرار از ستره محکمه افغانستان خواست در این موضوع دخالت کند، در حالیکه عبدالله عبدالله مدیر ارشد اجرایی اصرار کرد وزرا تا زمان تفسیر مطلب مربوط به این مسئله در قانون اساسی به کار خود ادامه دهند.

## انتخابات ریاست‌جمهوری ۱۳۹
فریده مومند و عبداللطیف نظری، معاونین احمد ولی مسعود در تیم وفاق ملی برای انتخابات ریاست‌جمهوری ۱۳۹۸ بودند.